# Lee Dixon
Pour les articles homonymes, voir Dixon.
Lee Dixon, né le 17 mars 1964 à Manchester (Angleterre), est un footballeur international anglais évoluant au poste de défenseur latéral droit. Il est célèbre aussi pour être, depuis 2002, l'un des rares joueurs de champ à avoir remporté le championnat d'Angleterre lors de trois décennies différentes (les autres joueurs à avoir réussi cet exploit sont Alan Hansen en 1990, Tony Adams en 2002, Ryan Giggs et Paul Scholes en 2011).
Dixon a marqué un but lors de ses vingt-deux sélections avec l'équipe d'Angleterre entre 1990 et 1999.

## Biographie
Lee Dixon commence le football dans des clubs de divisions inférieures, avant de signer à Burnley comme apprenti en 1980, puis professionnel en 1982. Il ne dispute que 4 rencontres avec les Clarets, et décide de quitter le club pour Chester City en cours de saison, où il disputera 63 matchs au total. Après une saison à Bury, où il dispute 58 matchs, il rallie Stoke City en 2nde division. Après 88 rencontres jouées, Arsenal le recrute le 29 janvier 1988, contre un chèque de 400.000£.
Avec Arsenal, Dixon s'installe dans le couloir droit du fameux back four des Gunners, composé également de Steve Bould, Tony Adams et Nigel Winterburn. En 15 saisons chez les Gunners, il dispute un total de 616 matchs toutes compétitions confondues, devenant ainsi le 4ème joueur le plus capé de l'histoire du club. Il remporte à 4 reprises le championnat d'Angleterre (1988/89; 1990/91; 1997/98 & 2001/02), ainsi qu'une Coupe d'Europe des vainqueurs de coupes (1993/94), 3 FA Cup (1993; 1998; 2002) et 3 Charity Shield (1991; 1998; 1999).
En sélection nationale, il fait ses débuts en avril 1990 contre la Tchécoslovaquie en match de préparation à la coupe du monde 1990. Il dispute au total 22 rencontres pour les Threes Lions, mais ne participe à aucune grande compétition internationale.

## Palmarès

### En équipe nationale
- 22 sélections et 1 but avec l'équipe d'Angleterre entre 1990 et 1999.

### Avec Arsenal
- Championnat d'Angleterre :
  - Vainqueur: 1988/89, 1990/91, 1997/98 & 2001/02.
  - Vice-champion: en 1998/99, 1999/00 & 2000/01.
- Coupe des coupes :
  - Vainqueur: 1994.
  - Finaliste : 1995
- Coupe d'Angleterre :
  - Vainqueur: 1993, 1998 & 2002.
  - Finaliste : 2001
- Coupe UEFA :
  - Finaliste: 2000.
- Vainqueur du Charity Shield en 1998 et 1999.

### Distinction personnelle
- Membre de l'équipe type du championnat d'Angleterre en 1990 et 1991.